# The UK Subs
The UK Subs is een in 1976 in Londen opgerichte Britse punkband.

## Bezetting
Oprichters
- Charlie Harper (zang)
- Richard Anderson (gitaar, tot 1977)
- Steve Slack (basgitaar, tot 1977)
- Robbie Harper (drums)

Huidige bezetting
- Charlie Harper (zang)
- Steve Straughan (gitaar)
- Alvin Gibbs (basgitaar, sinds juni 1980)
- Jamie Oliver (drums)

Voormalige leden
- Dave Collins (saxofoon, 1977)
- Greg Brown (gitaar, 1977)
- Nicky Garratt (gitaar, vanaf 1977)
- Captain Scarlet (gitaar, 1983)
- Tim Britta (gitaar, 1984)
- James Moncur (gitaar, 1985)
- Darrell Bath (gitaar, 1987/1989)
- Alan Lee (gitaar, 1987–1989)
- Karl Morris (gitaar, 1990)
- Jet Storm (gitaar, 2005–2016)

(vervolg)
- Paul Slack (basgitaar, 1978–1982)
- Tezz Roberts (basgitaar, 1984–1985)
- John Armitage (basgitaar, 1984)
- Ricky McQuire (basgitaar, 1985)
- Marc Barratt (basgitaar, 1986)
- Steve Jones (basgitaar, 1977/ 1983/1984)
- Flea (drums)
- Rory Lyons (drums, 1977)
- Robbie Bardock (drums, 1978–1980)
- Steve Roberts (drums, 1980–1982/1984/1988-)

(vervolg)
- Mal Asling (drums, maart 1982- )
- Pete Davies (drums, 1984)
- Matthew 'Turkey' Best (drums, 1984)
- Rab Fae Beith (drums, 1984–1986)
- Geoff Sewell (drums, 1986)
- Dave Wilkinson(drums, 1987)
- Duncan Smith (drums, 1987)
- Matt McCoy (drums, 1989)

## Geschiedenis

### 1976–1979
Charlie Harper speelde voorheen rhythm-and-blues met The Marauders. In de 'Roxy Club' was hij enthousiast over The Damned en formeerde hij The UK Subs, waarmee hij ook deze muziekrichting wilde bevaren. 
Eerst speelde Steve Slack de basgitaar, Richard Anderson de gitaar en Robbie Harper de drums. Kort daarna werd Anderson vervangen door Greg Brown. Steve Jones werd de nieuwe drummer en Dave Collins speelde saxofoon. In oktober 1977 kwam de gitarist Nicky Garrat bij de band. The UK Subs speelden tijdens deze periode veel liveconcerten in Londen, waaronder in de 'Western Counties Pub', in de 'Castle Pub' en in de 'Roxy Club'. Charlie Harper organiseerde alles vanuit zijn kapperszaak in Tooting, waar hij overdag werkte en die jarenlang diende als trefpunt voor de band. In 1977 nam de band in de Roxy Club een liveoptreden op, met de hoop op de publicatie van dit album, echter de opnamen kwamen in een la terecht en kwamen pas in 1980 uit onder de titel Live Kicks.
Ze speelden in de 100 Club en in de Vortex. John Peel nodigde ze in 1977 en 1978 meermaals uit in de studio en uiteindelijk kregen ze een platencontract bij GEM Records. Het debuutalbum Another Kind of Blues haalde de Britse hitlijst (#21) en bovendien kwam er een hele reeks hitsingles. Iedere hitsingle werd beloond met een tv-optreden bij Top of the Pops. Alle gerenommeerde muziektijdschriften, zoals het 'Sounds Magazine', dat een twee pagina's tellend titelverhaal over de band publiceerde en de Melody Maker, berichtten over de band. Bovendien waren ze de rode draad in de filmdocumentaire Punk Can Take It van Julien Temple. Ze verschenen tijdens het Glastonbury Festival en in september en oktober 1979 gaven ze tijdens hun uitgebreide tournee door het Verenigd Koninkrijk drie concerten in de Marquee Club. In 1980 begeleidden ze The Ramones tijdens enkele stops in Europa en tijdens een kleine tournee in de Verenigde Staten traden ze als voorband op bij The Police. Het verdere studioalbum Brand New Age werd uitgebracht en klom in de hitlijsten net zo als het livealbum Crash Course, dat eind mei 1980 werd opgenomen in het Londense Rainbow Theatre.

### 1981 tot vandaag
Toen zich de publieke belangstelling tijdens de vroege jaren 1980 verplaatste van punk naar new wave en synthpop, verminderde ook de populariteit van The UK Subs. Zoals al in vroegere tijden wisselden nu weer voortdurend de bandleden en ofschoon frontman Charlie Harper uiteindelijk meespeelde als enige oprichtend lid, werd de band niet ontbonden. Met de albums Diminished Responsibility en Endangered Species veranderde echter hun sound meer richting hardrock en heavy metal. De band bereisde tijdens de volgende jaren half Europa met stops in Nederland, Oostenrijk, Zwitserland en Duitsland. In Finland speelden ze als voorgroep van Hanoi Rocks en in de Verenigde Staten speelden ze enkele concerten in Los Angeles, Chicago en Detroit. In het voorjaar van 1983 gaven ze als eerste westelijke punkrockband, die een communistisch land binnenkwam, enkele voorstellingen in Polen. De band is tot vandaag nog wereldwijd onderweg en speelt voornamelijk in clubs en op festivals.

## Discografie

### Albums
- 1979: Another Kind Of Blues
- 1980: Brand New Age
- 1980: Crash Course  (livealbum)
- 1981: Diminished Responsibility
- 1982: Endangered Species
- 1982: A.W.O.L.
- 1983: Flood of Lies
- 1985: Gross Out USA
- 1985: Huntington Beach
- 1986: In Action (Tenth Anniversary)

- 1987: Japan Today
- 1988: Killing Time
- 1990: Live In Paris
- 1991: Mad Cow Fever
- 1993: Normal Service Resumed
- 1994: Occupied
- 1995: Peel Sessions
- 1996: Quintessentials
- 1997: Riot
- 1999: Sub Mission  (verzamelalbum)

- 2000: Time Warp  (dubbelalbum)
- 2002: Universal
- 2005: Violent State
- 2008: World War  (livealbum)
- 2011: Work In Progress
- 2013: XXIV
- 2015: Yellow Leader
- 2016: Ziezo